# Cime du Gélas
Cime du Gélas is een berg gelegen in het Nationaal park Mercantour, Provence-Alpes-Côte d'Azur, Frankrijk aan de westerzijde en in Piëmont, Italië aan de oostkant.
De berg is 3143 meter hoog en is tevens het hoogste punt van dat natuurpark.
Geologisch is het onderdeel van de Mercantour-Argentera massief en wordt gevormd door graniet. De piek is samengesteld uit twee kleinere rotsen gescheiden door een kloof. De hoogste piek bevindt zich aan de noordelijke kant en wordt bekroond door een kruis dat is gebouwd door priesters uit de Italiaanse stad Cuneo.